# Absorbed in Misery
Absorbed in Misery – demo album polskiej grupy heavymetalowej Corruption, wydany 15 września 1991 roku nakładem własnym.

## Lista utworów
1. „Unchristian Reality”
2. „Abyss of Disgust”
3. „Logical Substitution”
4. „Absorbed in Misery”
5. „Decadence Within”
6. „Blood, Pus and Gastric Juice” (cover Pungent Stench)
7. „Nazi Scum”

## Twórcy
- Paweł "P. Horne" Kaniewski - wokal
- Janusz "Chicken" Kubicki - gitara
- Piotr "Anioł" Wącisz - gitara basowa
- Grzegorz "Melon" Wilkowski - perkusja

Źródło